# 白网球菌属
白网球菌属（学名：Ileodictyon）是鬼笔科下的一个属。

## 下属物种
本属包括以下物种：
- Ileodictyon cibarium Tul. & C.Tul.
- Ileodictyon giganteum (Colenso) Colenso
- 白网球菌 Ileodictyon gracile Berk.